# 戴帽子的貓 (2026年電影)
《戴帽子的貓》（英語：The Cat in the Hat）是一部2026年美國電腦動畫奇幻喜劇片，改編自蘇斯博士的1957年同名童書，由亞歷山卓·卡洛尼和艾莉卡·里維諾亞共同編劇及執導，比爾·哈德、霍奇爾·戈梅茲、麥特·貝瑞、昆塔·布倫森、寶拉·佩爾、迪亞哥·馬汀尼斯（Tiago Martinez）、吉安卡洛·伊坡托、亞美莉卡·費雷拉、楊伯文及泰塔斯·伯傑斯配音。
《戴帽子的貓》由華納兄弟影業排定2026年2月27日於美國上映。

## 配音員
- 比爾·哈德聲演戴帽子的貓
- 霍奇爾·戈梅茲聲演蓋比（Gabby）
- 迪亞哥·馬汀尼斯（Tiago Martinez）聲演賽巴斯汀（Sebastian）
- 麥特·貝瑞（英语：Matt Berry）聲演小魚
- 亞美莉卡·費雷拉聲演蓋比和賽巴斯汀的母親
- 昆塔·布倫森
- 寶拉·佩爾（英语：Paula Pell）
- 吉安卡洛·伊坡托
- 楊伯文
- 泰塔斯·伯傑斯（英语：Tituss Burgess）

## 製作
2012年，改編自蘇斯博士同名童書的動畫電影《羅雷司》取得票房成功，環球影業和照明娛樂宣布計劃製作同樣由蘇斯博士繪製的《戴帽子的貓》的動畫電影。羅伯·利伯（Rob Lieber）原定撰寫劇本，克里斯·梅勒丹德利擔任製片人，蘇斯博士的遺孀奧黛麗·蓋澤爾擔任執行製片人，但該計畫最終並未執行。
2018年1月，華納兄弟影業為華納動畫集團（後來更名為華納兄弟影業動畫）取得了《戴帽子的貓》的動畫電影版權，作為與蘇斯博士企業（Dr. Seuss Enterprises）合作的一部分。2020年10月，宣布艾莉卡·里維諾亞和阿特·赫南德茲（Art Hernandez）接下導筒。2023年6月，亞歷山卓·卡洛尼取代赫南德茲擔任導演。
2024年3月，據報導稱比爾·哈德將會為標題角色「戴帽子的貓」配音。同月，華納兄弟影業動畫總裁比爾·達馬切克證實了哈德參演的消息，並宣布昆塔·布倫森、楊伯文、霍奇爾·戈梅茲、麥特·貝瑞和寶拉·佩爾加入配音陣容；哈德還將與蘇斯博士企業總裁兼執行長蘇珊·布蘭特（Susan Brandt）共同擔任執行製片人。傑瑞德·史騰和丹妮拉·馬祖卡托（Daniela Mazzucato）擔任製片人，雙重否定動畫負責動畫製作。2025年7月，隨著首支預告片釋出，亞美莉卡·費雷拉、迪亞哥·馬汀尼斯（Tiago Martinez）、泰塔斯·伯傑斯及吉安卡洛·伊坡托被揭露為本片的配音陣容之一。

## 發行
《戴帽子的貓》由華納兄弟影業排定2026年2月27日於美國上映。電影最初預計將於2024年或2025年上映。後來上映日期定於2026年3月6日，但在2025年3月宣布提前一周上映。據報導，該調整是為了避開皮克斯的《狸想世界》檔期。

## 外部連結
- 互联网电影数据库（IMDb）上《戴帽子的貓》的资料（英文）
- Box Office Mojo上《戴帽子的貓》的資料（英文）
- AllMovie上《戴帽子的貓》的资料（英文）
- 豆瓣电影上《戴帽子的貓》的資料 （简体中文）